# Wilhelm Bock (Politiker, 1846)

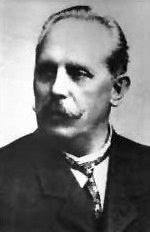
Wilhelm Bock

Friedrich Louis Wilhelm Bock (* 28. April 1846 in Großbreitenbach; † 22. Juni 1931 in Bad Sulzbach (jetzt Gemeinde Lautenbach)) war ein deutscher sozialdemokratischer Politiker und Gewerkschafter.

## Leben
Bock war der uneheliche Sohn eines Arbeiters und einer Tagelöhnerin und besuchte in Großbreitenbach die Volksschule. Dem folgte 1860–1864 eine Schuhmacherlehre in Arnstadt und 1865–1869 eine Gesellenwanderung durch Deutschland. Im Jahr 1866 wurde er Mitglied im Hamburger Arbeiterbildungsverein und im Jahr 1867 im Allgemeinen Deutschen Arbeiterverein. Er arbeitete bis 1869 als Geselle und machte sich anschließend als Meister in Gotha selbstständig (bis 1873). Im Jahr 1870 heiratete Bock.

### Politisches Wirken bis zum Ende des Sozialistengesetzes
Bereits während seiner Gesellenwanderung kam er in Hamburg in Kontakt mit der Arbeiterbewegung und begann sich politisch zu betätigen. Im Jahr 1866 trat er dem Hamburger Arbeiterbildungsverein und ein Jahr später dem Allgemeinen Deutschen Arbeiterverein (ADAV) von Ferdinand Lassalle bei. Im August 1869 nahm er als Delegierter seiner Ortsgruppe am Eisenacher Parteitag teil und wurde damit Gründungsmitglied der SDAP von August Bebel und Wilhelm Liebknecht. In den folgenden Jahren wurde Bock zu einem der aktivsten und erfolgreichsten Agitatoren der neuen Partei und wurde aus politischen Gründen mehrfach verhaftet.
Außerdem betätigte er sich auch gewerkschaftlich. Seit Juni 1873 war er Präsident der Internationalen Gewerkgenossenschaft der Schuhmacher mit Sitz in Gotha. Außerdem war er Redakteur des Verbandsblattes Der Wecker. Im Jahr 1875 war er Mitglied der Programmkommission zur Vorbereitung der Vereinigung von ADAV und SDAP zur Sozialistischen Arbeiterpartei auf dem Gothaer Parteitag. Am Zustandekommen dieses Zusammenschlusses war Bock stark beteiligt.
Im Zusammenhang mit dem Sozialistengesetz wurden der Schuhmacherverband und deren Zeitung 1878 verboten. Dasselbe geschah mit dem 1878 von Bock gegründeten Gothaer Volksblatt. Bock war dann von 1878 bis 1920 Redakteur der neuen Zeitung Der Schuhmacher (bzw. seit 1887 Schuhmacher-Fachblatt). Seit 1887 war er Vorsitzender des zentralen Verbandsausschusses des Schuhmacherverbandes.
Seit der Zeit des Sozialistengesetzes war er ein führender sozialdemokratischer Funktionär in Thüringen. In dieser Zeit organisierte er acht illegale Landeskonferenzen der Partei. Durch die Immunität seiner politischen Mandate war Bock vor politischer Verfolgung relativ geschützt. So war er in den Jahren 1884 bis 1887 Reichstagsmitglied für den Reichstagswahlkreis Herzogtum Sachsen-Coburg-Gotha 2.

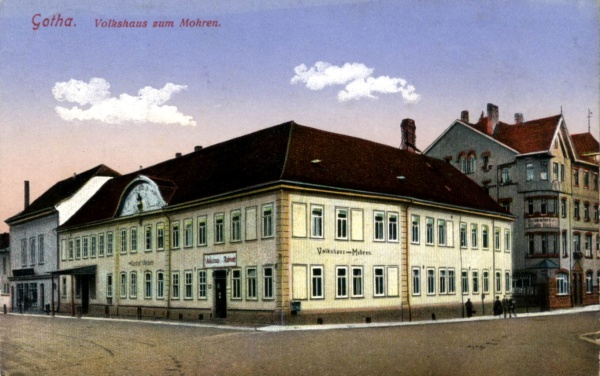
Das Volkshaus zum Mohren in Gotha, ca. 1910

### Bock und die Entstehung eines sozialdemokratischen Milieus
Bock trug maßgeblich dazu bei, dass in Gotha nach dem Ende des Sozialistengesetzes ein geradezu idealtypisches sozialdemokratisches Milieu gruppiert um Partei, Gewerkschaften, Volkshaus, sozialdemokratisch orientiertes Vereinswesen und lokaler Parteizeitung entstehen konnte. Er gründete das Gothaische Volksblatt, das in einer eigenen Buchdruckerei hergestellt wurde und bis 1933 erschien. Auf die Initiative von Bock kaufte die Partei das ehemalige Gasthaus zum Mohren in Gotha, dass nun als Volkshaus zum Mohren zum Versammlungsort der Arbeiterbewegung wurde. Die Partei hatte um 1913 etwa 1.000 und die freien Gewerkschaften rund 4.000 Mitglieder. Die SPD erreichte bei der Reichstagswahl von 1912 34,8 % der Stimmen. Auch nach dem Ende des Sozialistengesetzes war Bock von 1890 bis 1907 und von 1912 bis 1918 Mitglied des Reichstages. Außerdem war Bock von 1893 bis 1907 Mitglied des Landtages von Sachsen-Coburg-Gotha. Bock vertrat einen wenig revolutionären Kurs. Dies erleichterte die Zusammenarbeit mit den liberalen bürgerlichen Politikern der Stadt. Ein Ausdruck dessen war seine Wahl zum Vizepräsidenten des Landtages (1903 bis 1907) und seine Mitgliedschaft im Verwaltungsgerichtshof des Herzogtums. Reichsweit einmalig war, dass der Staat das Arbeitersekretariat in Gotha mit Steuermitteln unterstützte. Außerdem förderte die Stadtverwaltung die Arbeit der freireligiösen Gemeinde, in der Bock ebenfalls aktiv war.
Innerhalb der örtlichen Partei begann noch vor dem Ersten Weltkrieg ein Generationswechsel. Die führenden Parteimitglieder waren wie Bock in der Mitte des 19. Jahrhunderts geboren. Im Jahr 1910 kam mit Otto Geithner (1876–1948) aus Berlin ein theoretisch geschulter Mann zur Redaktion des Volksblattes, der bald als führender Nachwuchspolitiker in Gotha galt. Dieser selbst rechnete sich dem linken Parteiflügel zu, vermied aber alles um in Konflikt mit Bock zu geraten.

### Erster Weltkrieg und Novemberrevolution
Der Beginn des Ersten Weltkrieges führte zu einem tiefgreifenden Wandel innerhalb der örtlichen Partei. Mit der Expansion der Rüstungsindustrie kamen zahlreiche neue Arbeiter in die Stadt, die mit der örtlichen Vorkriegssozialdemokratie und ihren führenden Repräsentanten nichts verband. Hinzu kam, dass bald auch Konflikte zwischen Bock und Geithner sichtbar wurden. Beide waren entschiedene Kriegsgegner. In diesem Sinn äußerte sich daher auch die örtliche Parteizeitung. Allerdings machte Bock, heftig kritisiert von Geithner, gegenüber der Parteiführung und der Regierung Zugeständnisse, um das Blatt zu retten. Dies erwies sich als vergeblich, da die Zeitung bereits 1914 verboten wurde. Die inneren Konflikte der Partei wurden durch die Einberufung von Geithner erstmal vertagt. Bock schloss sich als Gegner der Kriegskredite im Jahr 1916 der Sozialdemokratischen Arbeitsgemeinschaft um Hugo Haase und 1917 der USPD an. Die Gründungsveranstaltung der neuen Partei fand in Gotha im Volkshaus zum Mohren statt. Auch in der neuen Partei war er Mitglied der Kontrollkommission und gehörte eher dem rechten Flügel der USPD an.
Den Schritt zur USPD machte die örtliche Partei geschlossen mit. Allerdings gelang es ihr nur noch bedingt, die neuen Arbeiter zu integrieren. Partei und Gewerkschaften verloren zunehmend die Kontrolle über die Arbeiterschaft, was sich unter anderem in politisch motivierten Streiks äußerte. Die Novemberrevolution verlief zunächst friedlich unter der Führung von Bock. Ein von der USPD dominierter Arbeiter- und Soldatenrat übernahm die Macht. In dieser Funktion erklärte er am 9. November Herzog Carl Eduard von Sachsen-Coburg und Gotha für abgesetzt. Der Arbeiter- und Soldatenrat setzte als provisorische Regierung einen Rat der Volksbeauftragten ein. Dazu gehörten Bock, Adolf Schauder und Emil Grabow. Auch im Arbeiter- und Soldatenrat begannen die radikaleren Kräfte, die insbesondere jede Zusammenarbeit mit dem Bürgertum ablehnten, die Oberhand zu gewinnen. So führte das Bekenntnis des Rates zur „sozialistischen Republik“ zu einer letztlich dauerhaften Entfremdung zwischen der Arbeiterbewegung und dem Bürgertum in Gotha.
Innerhalb der Arbeiterbewegung der Stadt und Land Gotha kam es nicht nur zu Konflikten der USPD mit den wenigen Anhängern der MSPD, sondern auch zu Auseinandersetzungen innerhalb der USPD selbst. Ein radikalerer und jüngerer Flügel um Geithner plädierte für eine Räterepublik als Instrument zur Durchsetzung der Diktatur des Proletariats. Eine gemäßigte Richtung um Bock und den noch jungen Hermann Brill hatte als Ziel zwar auch eine sozialistische Gesellschaft, verfocht aber weiterhin demokratische und friedliche Formen der politischen Auseinandersetzung. Neben den meisten Führungskräften der Vorkriegspartei wurde diese Richtung auch von der örtlichen Führung der Gewerkschaften unterstützt. Diese Richtung stand ganz in der Tradition der Vorkriegssozialdemokratie, hatte aber durch ihre Kompromissbereitschaft gegenüber den Behörden während des Krieges einen erheblichen Vertrauensverlust erlitten. Auch im Rat der Volksbeauftragten hatte der radikale Flügel bald die Mehrheit, weshalb Bock Anfang Februar 1919 von der Regierung zurücktrat. Sein Nachfolger als Volksbeauftragter wurde Albin Tenner. Es kam zu militärischen Vorbereitungen gegen den Zusammentritt der Nationalversammlung in Weimar. Die Folge war am 18. Februar 1919 die Besetzung der Stadt durch Reichswehreinheiten durch General Maercker. Darauf antwortete die Arbeiterbewegung mit einem Generalstreik, der seinerseits einen Bürgerstreik auslöste. An diesen Ereignissen und der weiteren Radikalisierung, die im Zusammenhang mit dem Kapp-Putsch zu bürgerkriegsähnlichen Auseinandersetzungen mit mehr als 100 Toten führte, hatte Bock selbst keinen erkennbaren Anteil mehr.

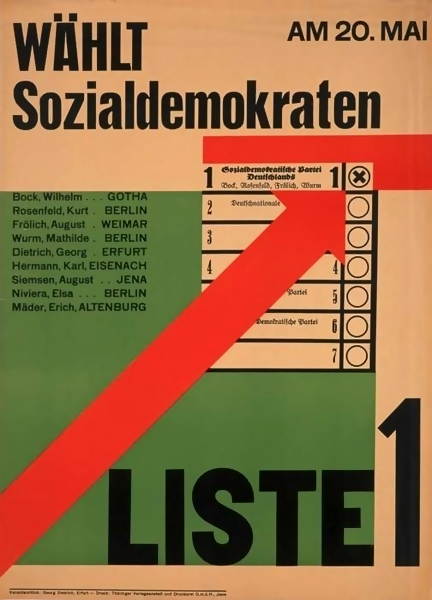
Wahlplakat der SPD, Wilhelm Bock, Kurt Rosenfeld, August Frölich, Mathilde Wurm, Georg Dietrich, Karl Hermann, August Siemsen, Elsa Niviera, Erich Mäder

### Bock in der Weimarer Republik

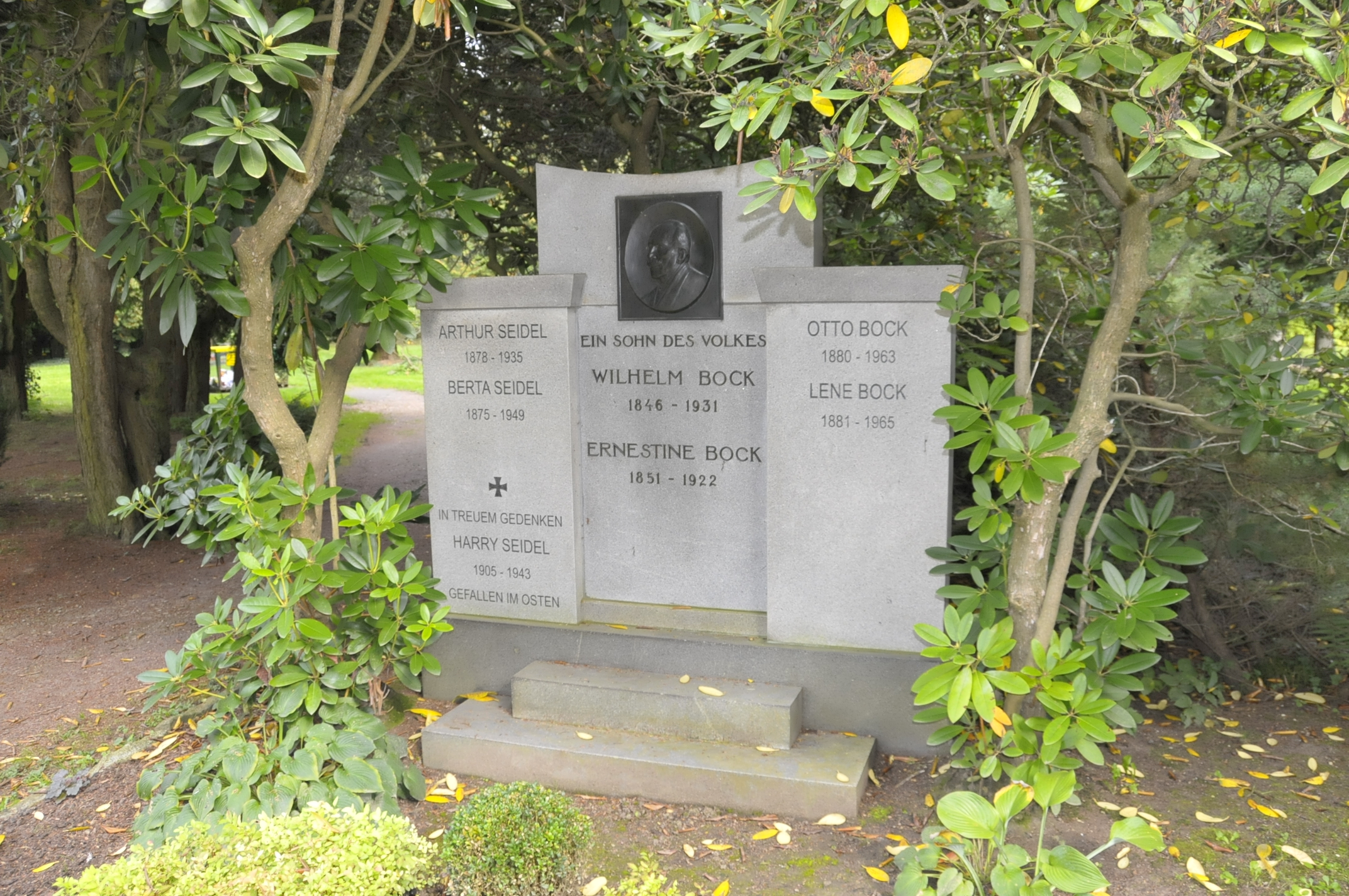
Grabstätte der Familie

Wie groß die Distanz zur neuen Führung der Arbeiterbewegung in Gotha war, zeigt die Annahme der Wahl zum Mitglied der Nationalversammlung. Bock gehörte dann seit 1920 erneut dem Reichstag an. Der linke Flügel der USPD und mit ihm ein erheblicher Teil der Gothaer Arbeiterbewegung gingen gegen Ende des Jahres 1920 zur KPD über. Diesen Schritt machte Bock nicht mit. Sein gemäßigter Flügel hatte den Machtkampf mit den Linken eindeutig verloren, da fast alle nennenswerten Positionen auch in den Gewerkschaften, der Parteizeitung und den Arbeitervereinen nunmehr von Anhängern der KPD besetzt wurden. Der Rest der USPD um Brill und Bock stützte sich nur auf eine schwache Basis aus der alten Parteiführung, während die Belegschaften der Fabriken mehrheitlich zur KPD hielten. Dennoch hat die Radikalisierung der Arbeiterbewegung in Gotha insgesamt geschadet. Bis 1922 schrumpfte das Lager der „marxistischen Parteien“ auf etwa die Hälfte ihres Vorkriegsniveaus zusammen.
Bock selbst blieb bis 1930 Reichstagsmitglied. Im Jahr 1922 kehrte er zur SPD zurück und war 1924 und 1928 Alterspräsident des Reichstages.
Die Grabstätte von Wilhelm und Ernestine Bock sowie ihrer beiden Kinder Otto (1880–1963) und Lene (1881–1965) befindet sich auf dem Hauptfriedhof Gotha.

## Schriften
- Im Dienste der Freiheit: Freud und Leid aus sechs Jahrzehnten Kampf und Aufstieg. Dietz, Berlin 1927.

## Würdigungen
Die Stadt Gotha benannte im Dichterviertel im Norden der Stadt die Wilhelm-Bock-Straße nach ihrem Bürger und verleiht alljährlich den „Wilhelm-Bock-Preis“ an Prominente. 2018 war der Preisträger der ehemalige polnische Präsident Aleksander Kwaśniewski.
- in Weimar gibt es im Ortsteil Schöndorf die Wilhelm-Bock-Straße